# Гел (Белгија)
Гел (хол. Geel) је општина у Белгији у региону Фландрија у покрајини Антверпен. Према процени из 2007. у општини је живело 35.502 становника.

## Становништво
Према процени, у општини је 1. јануара 2015. живело 38.837 становника.
| 1984.  | 2000.  | 2010. | 2015. |
| ------ | ------ | ----- | ----- |
| 31.541 | 33.677 | 36990 | 38837 |